# IAAF Atleta do Ano
O Prémio IAAF Atleta do Ano (IAAF Athlete of the Year) é um prémio honorífico de atletismo que é atribuído anualmente a atletas que participam em competições organizadas pela IAAF.

## Vencedores
| Ano  | Homens             | Mulheres                 |
| ---- | ------------------ | ------------------------ |
| 1988 | Carl Lewis         | Florence Griffith-Joyner |
| 1989 | Roger Kingdom      | Ana Fidelia Quirot       |
| 1990 | Steve Backley      | Merlene Ottey            |
| 1991 | Carl Lewis         | Katrin Krabbe            |
| 1992 | Kevin Young        | Heike Henkel             |
| 1993 | Colin Jackson      | Sally Gunnell            |
| 1994 | Noureddine Morceli | Jackie Joyner-Kersee     |
| 1995 | Jonathan Edwards   | Gwen Torrence            |
| 1996 | Michael Johnson    | Svetlana Masterkova      |
| 1997 | Wilson Kipketer    | Marion Jones             |
| 1998 | Haile Gebrselassie | Marion Jones             |
| 1999 | Michael Johnson    | Gabriela Szabo           |
| 2000 | Jan Železný        | Marion Jones             |
| 2001 | Hicham El Guerrouj | Stacy Dragila            |
| 2002 | Hicham El Guerrouj | Paula Radcliffe          |
| 2003 | Hicham El Guerrouj | Hestrie Cloete           |
| 2004 | Kenenisa Bekele    | Yelena Isinbayeva        |
| 2005 | Kenenisa Bekele    | Yelena Isinbayeva        |
| 2006 | Asafa Powell       | Sanya Richards           |
| 2007 | Tyson Gay          | Meseret Defar            |
| 2008 | Usain Bolt         | Yelena Isinbayeva        |
| 2009 | Usain Bolt         | Sanya Richards           |
| 2010 | David Rudisha      | Blanka Vlašić            |
| 2011 | Usain Bolt         | Sally Pearson            |
| 2012 | Usain Bolt         | Allyson Felix            |
| 2013 | Usain Bolt         | Shelly-Ann Fraser-Pryce  |
| 2014 | Renaud Lavillenie  | Valerie Adams            |
| 2015 | Ashton Eaton       | Genzebe Dibaba           |
| 2016 | Usain Bolt         | Almaz Ayana              |
| 2017 | Mutaz Essa Barshim | Nafissatou Thiam         |
| 2018 | Eliud Kipchoge     | Caterine Ibargüen        |
| 2019 | Eliud Kipchoge     | Dalilah Muhammad         |
| 2020 | Armand Duplantis   | Yulimar Rojas            |
| 2024 | Letsile Tebogo     | Sifan Hassan             |